# 彭占祺
彭占祺（15世紀—16世紀），字朝吉，山東兗州府沂州費縣人，明朝政治人物。

## 生平
正德二年（1507年）丁卯科山東鄉試舉人，正德九年（1514年）成進士，十二年（1517年）獲授永嘉知縣，為政廉明節儉，飲食如寒士一樣，連幼子哭啼也只用絲瓜去皮餵食，人稱「彭青天」，不久因拒絕鎮守太監索賄被罷職，離去時行李蕭然。十四年（1519年）朝廷授與他試任湖廣道監察御史，十六年（1521年）實授本職，負責巡視盧溝橋兼理中城，又出使甘肅洮岷等處、巡按北畿糾正弊端，有罪人拿著金到費縣，賄賂他的弟弟彭占祿請求免罪，彭占祿就用法度斥責對方離去。嘉靖二年（1523年）他陞任浙江按察司僉事，操守更為堅固，很快遭怨恨者中傷，以考察罷官。

## 引用
1. 1 2  光緒《費縣志·卷八·人物》：彭占祺，字朝吉，正德九年進士，任浙江永嘉縣知縣，廉明愛士，號曰「彭青天」，鎮守太監索賄，占祺獨抗之，行李蕭條如寒士；三載擢湖廣道監察御史，巡視盧溝橋兼理中城，奉使甘肅洮岷等處，巡按北畿多所糾正，有罪人輦金至費，賂占祺之弟占祿求免，占祿諭以法度斥之去，陞浙江僉事，操守愈堅，為怨者中傷，以考察罷官，後考功知而悔之，乃宣言於朝，曰：「某當去官以謝清議。」 參舊志
2. ↑  光緒《費縣志·卷七·選舉》：明……進士……彭占祺，正德九年甲戌科，官浙江按察司僉事，陞監察御史，有傳……舉人……彭占祺，正德五年庚午科，見進士
3. ↑  光緒《永嘉縣志·卷十·秩官志》：彭占祺，字朝吉，山東費縣人，正德十二年由進士知縣事，性廉潔，涖政有方，事上官一從省約，自具饔飱如寒士，幼子啼，索果折絲瓜去皮啖之，邑民稱彭青天。 嘉靖志
4. ↑  《明武宗毅皇帝實錄·卷一百八十》：（正德十四年十一月）癸丑授知縣……彭占祺……俱試監察御史……占祺、漢湖廣道……
5. ↑  《明武宗毅皇帝實錄·卷一百八十六》：（正德十五年五月庚戌）實授試監察御史王鈞、彭占祺……占祺、漢湖廣道……
6. ↑  《明世宗肅皇帝實錄·卷三十四》：（嘉靖二年十二月甲子）陞湖廣道御史彭占祺為浙江按察司僉事。